# Тикша (посёлок)
Ти́кша (карел. Tiikši) — старинный карельский посёлок в составе Ледмозерского сельского поселения Муезерского района Республики Карелия Российской Федерации.

## Общие сведения
Посёлок расположен на берегах озёр Новинка и Тикша.
Волостка Тикша впервые упоминается в дозорной книге Лопских погостов 1597 года. В XVI—XVII веках селение неоднократно подвергалось нападениям шведов.
Современный посёлок начал строиться в 1930-е годы.
В начале 2000-х годов в посёлке построена часовня Николая Чудотворца. Действует фельдшерский пункт, дом культуры, библиотека, почта, пекарня, школа, детский сад.
1932 г. В поселке Новая Тикша построен первый дом (в настоящее время дом по адресу Лесная, 7).
10.08-1942 г. В районе Тикшозерки таран наземных целей совершил старший лейтенант, заместитель командира эскадрильи 17-го гвардейского авиаполка Алексей Иванович Конский.

## История Тикши
По одной из версий, название поселка произошло от первого жителя, по другой, Тикша означает тишину, покой, мир.
Впервые деревня Большая Тикша упоминается в документах XVI века — дозорная книга Лопских погостов за 1597 г. содержит список населенных мест, в котором указана и эта деревня.
В Списке населенных мест Олонецкой губернии за 1873 г. значится деревня Тикша Малая Повенецкого уезда, близ озера Тикши, в 238,5 верстах от уездного города Повенца. В деревне был один двор, в котором числилось 12 жителей обоего пола — 4 мужского и 12 женского, все карелы.
В Списке населенных мест за 1905 г. указаны деревни Большая Тикша и Малая Тикша. В Большой Тикше указано 6 домов, в которых проживали 45 человек (6 семей) — 19 мужчин и 26 женщин, все крестьяне. Всего в деревне числилось 17 коров, 7 лошадей и 28 голов прочего скота. В Малой Тикше указано 4 дома, в которых проживали 25 человек (4 семьи) — 9 мужчин и 16 женщин, все крестьяне. В деревне числилось 7 коров, 2 лошади и 5 голов прочего скота.
Современный поселок Тикша, начало строительство которого пришлось 1930-е гг., расположен не совсем на том месте, где находились старинные поселения — Малая и Большая Тикши.

## Тикшинская школа
Тикшинская школа основана в 1903 году. В классе было 22 ученика.
В 1938 году школа была переведена в посёлок Тикша в связи со строительством посёлка. Первым директором стал Ритори Иван Адамович. Школа стала семилетней в 1939 году, но первый выпуск не состоялся: помешала война. Возобновились занятия в 1946 году. Открывала школу Григорьева Татьяна Амосовна. Вновь семилетней школа стала в 1948 году. Директором назначили Мауранен Тимофея Фёдоровича. За время существования школа была семилетней, средней (дважды в 1957—1959 и в 1966—1968 годы), восьмилетней.
В 2000 году школа получила статус базовой школы с финно-угорским уклоном. На базе школы были организованы районные семинары учителей технического труда (2000 год), музыки (2001), финского языка (2002), начальных классов (2005). В 2003 году звание лауреата в районном конкурсе «Учитель года-2003» получила учитель русского языка и литературы Шипилова К. А. В 2004 году МДОУ Детский Сад № 11 реорганизовали и присоединили к Тикшинской школе. На базе школы велись занятия для дошкольной группы, в которой воспитывалось 15 детей. В школе обучалось 40 учеников, из них в начальной школе — 14. Краеведческая работа в школе была связана с работой школьного этнографического музея.
В 2018 году появилась информация, что школа будет закрыта. Директор школы в Тикше Ирина Ларионова сообщила, что за лето школа потеряла 11 человек, «потому что родители стали спешно собираться и увозить детей. Как раз из-за того, что начали говорить, что школа будет закрываться». Многие семьи с детьми школьного возраста переехали в другие населенные пункты.
В конце 2018 года в посёлке Ледмозеро открылась новая школа. В ледмозерской школе в классах в среднем по 20 человек. Из Тикши с 14 января 2019 году на занятия приезжают 15 детей, 11 из них — ученики 5-9 классов и четверо — учащиеся начальной школы. Расстояние между двумя поселениями — около 30 километров, поездка на автобусе занимает 35-40 минут.
Школа в Тикше была закрыта 14 январе 2019 года. В ледмозерскую школу взяли на работу четырёх из 11 педагогов из Тикши и 2 человека из обслуживающего персонала.

## Памятники истории
Сохраняются памятники истории:
- Могила Ивана Роккачу — предводителя карельских партизан против шведской оккупации на рубеже XVI—XVII веков
- Братская могила красноармейцев, погибших в годы войны с белофиннами (1921—1922) (в 6-ти км от посёлка)
- Братская могила советских воинов, погибших в конце июля 1941 года в ходе оборонительных боёв Советско-финской войны (1941—1944). В могиле захоронены 65 воинов сводного стрелкового полка (командир — майор С. Д. Милица)[7].
- Памятный знак, посвященный перемирию между советскими и финскими войсками в 1944 г. (102 км тракта Кочкома — Костомукша, близь реки Чирка — Кемь)
- К 70-летию Великой Победы общими усилиями на территории Братской могилы советских воинов в центре поселка была установлена мемориальная доска в память односельчан, не вернувшихся с фронтов Великой Отечественной войны. 36 фамилий выгравировано на гранитной доске.

## Памятники природы
В 0,5 км на север от посёлка расположен государственный региональный болотный памятник природы — Болото Тикша площадью 531,0 га, болотный массив карельского кольцевого аапа типа, редкий для Северной Карелии ягодник клюквы.
Неподалёку от Тикши, на 106 км дороги Кочкома-Реболы находится гигантский камень-валун.

## Экономика и социальная сфера
В поселке действует хлебопекарня, школа, детский сад, библиотека, почта, дом культуры, фельдшерский пункт, лесничество, форелевое хозяйство, несколько магазинов.

## Транспорт
Курсирует автобус по маршруту Муезерский — Тикша — Ругозеро — Ондозеро
Курсирует автобус по маршруту Петрозаводск — Тикша — Костомукша
Курсирует автобус по маршруту Петрозаводск — Сегежа — Ругозеро — Ледмозеро — Тикша — Костомукша
С 15 июля 2022 запущен пригородный поезд Костомукша — Беломорск, имеющий остановку на о. п. Тикша.
Ближайшие железнодорожные станции от поселка расположены в п. Ледмозеро 30 км и в сторону д. Ругозеро 12 км.

## Знаменитые люди
- Иван Ро́каччу (карел. Rokačču; около 1560 года, деревня Тикша (ныне поселок Ти́кша (карел. Tiikši) Муезерский район, Карелия) — около 1615 года, там же) — карельский крестьянин, предводитель партизанского движения, противостоявшего шведской оккупации северной Карелии на рубеже XVI—XVII веков[10].
- Крестьянин деревни Большая Тикша Игнатьев Александр Андреевич, герой Первой мировой войны, ефрейтор, был награждён военным орденом Святого Георгия 4-й степени[11].
- Иван Петрович Киприянов (19 июля 1914 года — 16 февраля 1985 года) награждён двумя орденами Славы (7 апреля 1944 года — 3-1 степени, 22 октября 1944 года — 2-й степени) за взятие «языка», мужество и отвагу, проявленные в боях в окрестности поселка Тикши.

## Население
| 2002 | 2009 | 2010 | 2013 |
| ---- | ---- | ---- | ---- |
| 489  | ↘477 | ↘400 | ↘374 |

## Улицы
- ул. Тойво Антикайнена
- ул. Гористая
- ул. Дорожная
- ул. Дорожников
- ул. Комсомольская
- ул. Лесная
- ул. Набережная
- ул. Новинская
- ул. Озёрная
- ул. Октябрьская
- ул. Первомайская
- ул. Речная
- ул. Северная
- пер. Северный
- ул. Советская
- ул. Сосновая
- ул. Старая Тикша
- ул. Школьная

Фотогалерея
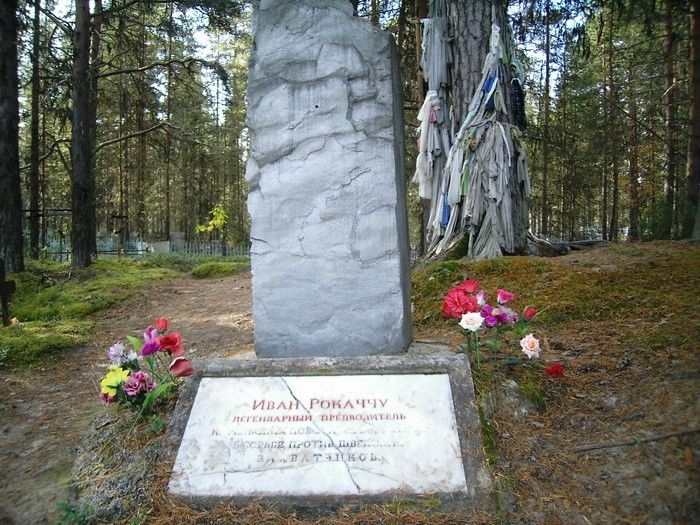
Могила Ивана Роккачу
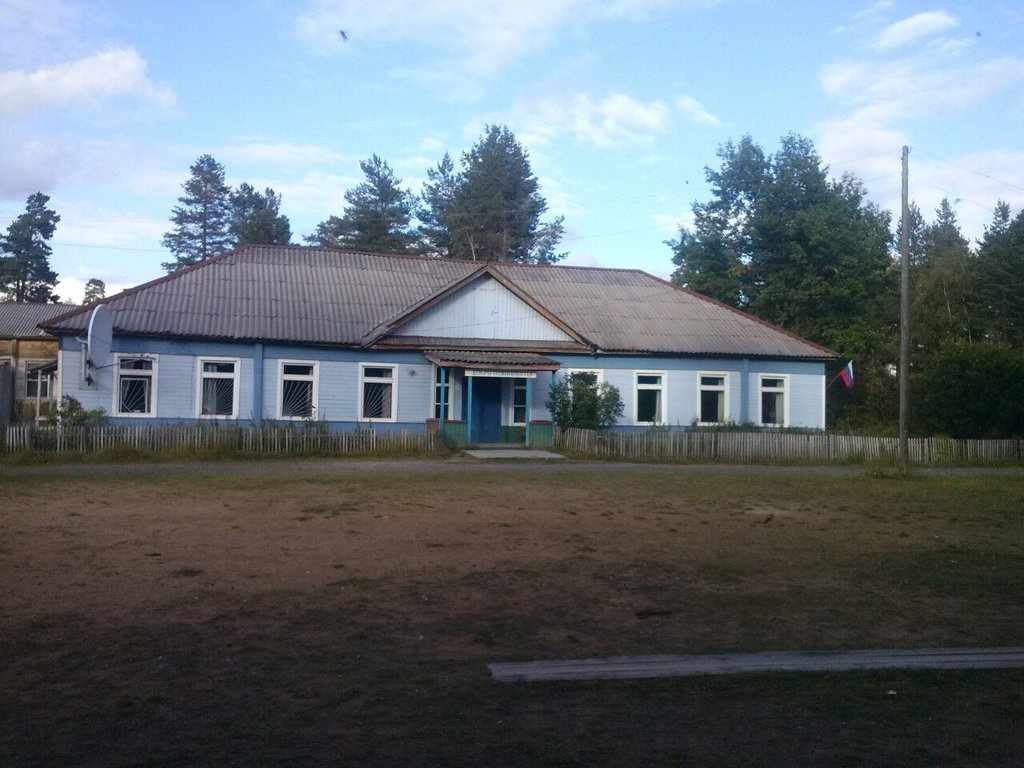
Тикшинская школа
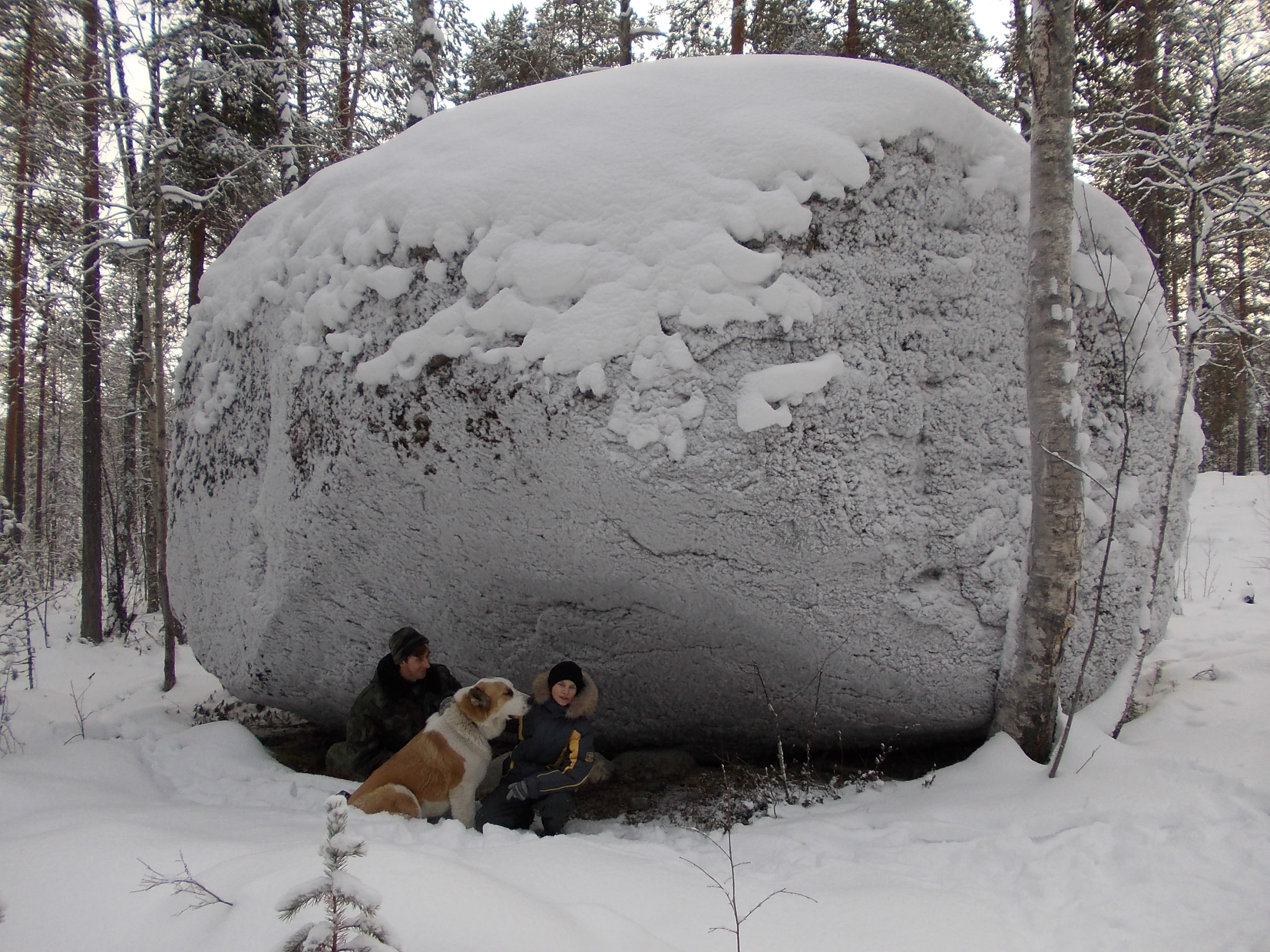
Валун неподалёку от Тикши